# Gregorijanska reforma
Gregorijanska reforma je naziv za veliku vjersku reformu provedenu na kršćanskom Zapadu u 11. stoljeću pod upravljanjem pape Grgura VII (1073. – 1085.): on je svojim značajnim intelektualnim utjecajem na papinskom dvoru (gdje je bio arhiđakon od 1058. godine) poveo reformski pokret još u desetljećima koji su prethodili njegovom izboru za papu. Reforme su imale veliki kulturalni i društveni učinak, utjecale na odnose (nerijetko, uz stanovite sukobe) Crkve i Države, te osobito duboko utjecale na socijalni život, moralni integritet i nezavisnost klera.
Grgur VII. je 1075. god. sačinio zbirku 27 svojih dotadašnjih izjava o papinskom autoritetu pod imenom Dictatus papae; osobito važne su tu bila njegove postavke da se biskupi i opati ne mogu birati bez Papinog odobrenja, i da ih on uvijek može smijeniti; također da jedino Papa odlučuje o osnivanju novih biskupija i opatija. U toj zbirci papinih izjava bila je sadržana i tvrdnja da je papinska vlast iznad kraljevske te da je Papa ovlašten čak i smjenjivati svjetovne vladare; u tome se oslanjao na ranije izjave pape Gelazija I. iz 5. stoljeća. "Dictatus papae" nije u to vrijeme širena izvan papinskog dvora, ali je predstavljalo popis principa prema kojima je papin dvor djelovao. Međutim je objavljena bula Grgura VII. "Libertas ecclesiae" u kojoj je na posve izravan način kontestirana sloboda Crkve od Države – koju slobodu od neumjesnih upletanja državne vlasti katolički vjernici svih socijalnih slojeva moraju najodlučnije braniti.

## Tijek reforme
Grgur VII. je od samoga početka nastojao zabraniti da se postavljenje na visoke crkvene službe obavlja prema odobrenju svjetovnih vladara – koja se praksa nerijetko pretvarala u kupnju biskupskih opatskih i drugih službu, tzv. simoniju. U tome je ušao u sukob s njemačkim carem Henrikom IV., koji je nastavio s praksom da sam odlučuje tko će biti biskupi i opati; te je podržan njemačkim biskupima 1076. proglasio Grgura VII. nezakonitim papom i prokleo ga. Zauzvrat je Grgur VII. proglasio ekskomunikaciju Henrika IV. i objavio da ga svrgava s carskog prijestolja; te oslobodio podanike od obveze da poštuju tog svojeg vladara. Dramatična vijest o Papinim odlukama snažno je odjeknula Njemačkom i jako uzdrmalo položaj Cara; visoko plemstvo je zajednički odlučilo stati na Papinu stranu i objavilo da neće više poštivati Henrika IV. kao cara, ukoliko brzo ne ishodi oproštenje od Pape. Henrik IV. je otišao u Italiju tražiti oproštenje, a Papa ga je dočekao u utvrdi Canossa u Toskani, ostavivši Cara da 3 dana sa svojom obitelji čeka pred vratima tvrđave, dok nisu utvrđeni uvjeti pomirenja.
Izuzev dramatične borbe oko Investiture, reformatorima koje je predvodio Grgur VII. bila su također izrazito važna pitanja vezana uz kanonsko pravo, uređenje liturgije i svećeničkog života, uključujući osobito svećenički celibat – u to je vrijeme mnogo nižih svećenika živjelo u konkubinatu, pa i imalo sklopljene brakove.
Posljedica provođenje značajnih kulturnih, liturgijskih i disciplinskih reformi koje su duboko utjecali na kler je izrazito jačanje papinskog autoriteta. Teški sukob Grgura VII. je u velikoj mjeri izglađen za vrijeme njegovog nasljednika pape Urbana II., koji je inače bio veliki pobornik referme koju je započeo Grgur VII.